# Endsieg

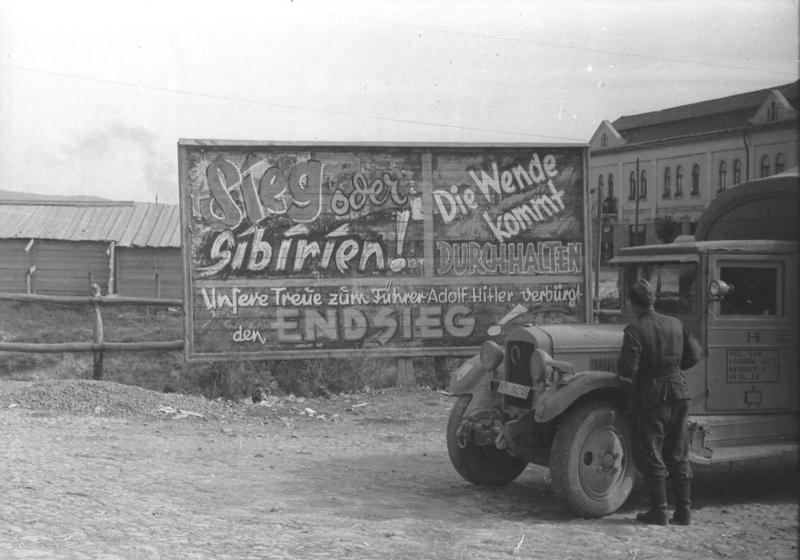
Duits propagandabord in Roemenië, 1944: "Overwinning of Siberië! Het keerpunt komt! Onze trouw aan Adolf Hitler garandeert de Endsieg"

Endsieg is een Duitse term, die letterlijk vertaald 'eindoverwinning' betekent. 
Deze term werd voor het eerst officieel gebruikt door Karl Kraus in 1918 in het Duitse blad 'Die Fackel', een ironisch bedoelde opmerking met betrekking tot het naderende einde van de Eerste Wereldoorlog.
Adolf Hitler gebruikte de term in zijn (in 1925 verschenen) boek Mein Kampf:
" Ich war vom schwächlichen Weltbürger zum fanatischen Antisemiten geworden. Nur einmal noch - es war das letzte mal - kamen mir in tiefster Beklommenheit ängstlich drückende Gedanken. Als ich so durch lange Perioden menschlicher Geschichte das Wirken des jüdischen Volkes forschend betrachtete, stieg mir plötzlich die bange Frage auf, ob nicht doch vielleicht das unerforschliche Schicksal aus Gründen, die uns armseligen Menschen unbekannt, den Endsieg dieses kleinen Volkes in ewig unabänderlichem Beschlusse wünsche? " 
Tijdens de Tweede Wereldoorlog werd de term eindeloos gebruikt door de propaganda-machine van het Derde Rijk. Er werd ditmaal de letterlijke eindoverwinning van het Derde Rijk over zijn vijanden bedoeld. De term Blitzsieg werd in eerste instantie gebruikt, toen men nog geloofde in een snelle overwinning. Toen de oorlog langer duurde dan voorzien werd de term slim omgezet in 'Endsieg'.
De term bleef voor vele Duitsers een houvast tot de laatste dag van de oorlog, ondanks de vanaf 1943 opdoemende tekenen van een nederlaag.